# کافی کریک (کالیفرنیا)
کافی کریک (به انگلیسی: Coffee Creek) یک منطقهٔ مسکونی در ایالات متحده آمریکا است که در شهرستان ترینیتی، کالیفرنیا واقع شده‌است. کافی کریک ۲۹٫۸۸۵ کیلومتر مربع مساحت و ۲۱۷ نفر جمعیت دارد و ۹۳۵٫۱۴ متر بالاتر از سطح دریا واقع شده‌است.